# Giovanni Maria Pagliardi
Giovanni Maria Pagliardi (Genova, 1637 – Firenze, 4 dicembre 1702) è stato un compositore italiano.

## Biografia
Pagliardi iniziò la propria carriera di musicista a Genova, sua città natale. Qui, nel 1660, venne eseguito il suo oratorio L'innocenza trionfante. Almeno dal 1662 fu maestro di cappella della chiesa del Gesù di Genova. Tra 1662 e il 1667 diversi suoi mottetti vennero pubblicati a Roma nelle antologie di mottetti curate da Florido de Silvestris e Giovan Battista Caifabri. 
Nel 1672 debuttò come operista a Venezia al Teatro Santi Giovanni e Paolo con il dramma Caligola delirante. A questa prima opera seguirono nello stesso teatro Lisimaco (1673) e Numa Pompilio (1674). 
Dal 1671, o forse prima, si stabilì a Firenze ed entrò al servizio del granduca di Toscana Cosimo III de' Medici, come si apprende dal libretto del Caligula delirante (Venezia, 1672). Probabilmente prese il posto di Antonio Cesti, morto nel 1669. Nel 1681 concorse, ma senza successo, al posto di maestro di cappella a Santa Maria del Fiore. Nei documenti viene attestato che da molti anni era al servizio della granduchessa di Toscana, Vittoria della Rovere, madre del granduca. Il nome di Pagliardi appare dal 1681 nei registri dei pagamenti della corte medicea, come insegnante del principe Ferdinando. Rimase impiegato presso la corte fiorentina fino alla morte. Negli anni '80-90 del Seicento fu il principale compositore delle opere rappresentate per la prima volta presso la Villa di Pratolino e a Palazzo Pitti su commissione di Ferdinando de' Medici. 
Il 1º gennaio 1701, dopo la morte di Pietro Sanmartini, divenne maestro di cappella della Cattedrale di Firenze, benché avesse assunto questa carica fin dal 1690, quando il maestro titolare era stato sospeso dalla carica. 
Pagliardi morì il 3 dicembre 1702 nel Casino di S. Marco, dove abitava fin dal 1693.

## Considerazioni sull'artista
Pagliardi fu noto alla sua epoca principalmente come compositore d'opera. In questo ambito il suo maggior successo fu il dramma per musica Caligola delirante, dato a Venezia nel 1672 e più volte ripreso in diverse città italiane. Soltanto nel 1675 ebbe ben 14 riprese in cinque città. La musica dei suoi lavori operistici presenta simili caratteristiche di quella delle opere dei compositori fiorentini suoi contemporanei.

## Composizioni

### Opere
- Caligola delirante (melodramma, libretto di Nicolò Beregan, 1672, Teatro Santi Giovanni e Paolo di Venezia)
- Lisimaco (dramma per musica, libretto di Cristoforo Ivanovich, 1673, Teatro Santi Giovanni e Paolo di Venezia)
- Il Numa Pompilio (dramma per musica, libretto di Matteo Noris, 1674, Teatro Santi Giovanni e Paolo di Venezia)
- Lo speziale di villa (dramma per musica, libretto di Giovanni Cosimo Villifranchi, 1683, villa di Pratolino, Firenze)
- Il finto chimico (commedia per musica di Giovanni Cosimo Villifranchi, 1686, villa di Pratolino, Firenze)
- Il pazzo per forza (dramma per musica, libretto di Giovanni Andrea Moniglia, 1687, villa di Pratolino, Firenze)
- Il tiranno di Colco (dramma musicale, libretto di Giovanni Andrea Moniglia, 1688, villa di Pratolino, Firenze)
- La serva favorita (commedia per musica di Giovanni Cosimo Villifranchi, 1689, villa di Pratolino, Firenze)
- Il Greco in Troia (festa teatrale, libretto di Matteo Noris, 1689, villa di Pratolino, Firenze)
- Attilio Regolo (dramma per musica, libretto di Matteo Noris, 1693, villa di Pratolino, Firenze)

### Altri lavori
- L'innocenza trionfante, oratorio (1660, Genova)
- 5 mottetti per 1-3 voci e basso continuo
- Varie cantate da camera, arie, madrigali, etc.